# Gaspard Vincent Félix Giacomoni
Pour les articles homonymes, voir Giacomoni.
Gaspard Vincent Felix Giacomoni, né le 17 décembre 1750 à Savone (république de Gênes), mort le 30 juillet 1818 à Aix-en-Provence (Var), est un général d'origine corse de la Révolution française.

## États de service
Engagé dans l'armée française en 1768, il est capitaine en 1779, et fait carrière dans les Chasseurs Corses. Lieutenant-Colonel le 23 novembre 1791 du 1er régiment d'infanterie légère. Colonel le 22 juillet 1792, au 27e régiment d'infanterie , il est promu au grade de général de brigade le 7 juin 1793. Il bénéficie ainsi de l'accélération révolutionnaire qui favorise les talents de chefs susceptibles de s'affirmer. Affecté à l'armée des Pyrénées orientales en juin 1793, il en devient le chef d'état-major à compter du 22 août.
Il est élevé au grade de général de division le 12 septembre 1793, en récompense de la victoire qu'il a remportée le 3 du même mois en repoussant l'ennemi au combat d'Orles. Suspendu de ses fonctions le 24 décembre, il est emprisonné comme suspect du 10 janvier 1794 au 3 mars 1795, sort qui constituait un mode d'épuration assez classique employé contre les généraux insuffisants.
Rétrogradé au rang d'adjudant-général (colonel d'état-major), il est brièvement réintégré au sein de l'armée d'Italie du 13 juin au 26 septembre 1796, date de sa mise en retraite d'office. Laissé de côté par l'Empire, il est en revanche pleinement réhabilité par la Restauration, qui voit en lui un personnage de confiance. Elle lui rend un rang de lieutenant-général honoraire et le nomme à la tête de la cour prévôtale du Var (juridiction politique destinée à réprimer les délits d'opinion et les complots : c'était donc un poste connoté sensible) en 1816, puis lui décerne un titre nobiliaire de baron en 1817.